# Кононков, Пётр Фёдорович
Пётр Фёдорович Кононков (10 сентября 1928, Москва, СССР — 25 марта 2021) — советский и российский учёный-овощевод, доктор сельскохозяйственных наук; профессор. Заведующий Лабораторией интродукции и семеноводства ВНИИССОК.
Заслуженный деятель науки Российской Федерации, лауреат Государственной премии Российской Федерации в области науки и техники, Премии Правительства Российской Федерации в области науки и техники. Кавалер Ордена Почёта.
Являлся защитником мичуринской агробиологии Т. Д. Лысенко.

## Биография
Был аспирантом Т. Д. Лысенко.
С 1958 года работал в Грибовской овощной селекционной опытной станции, возглавляя лабораторию столовых корнеплодов.
Работал в Главном управлении Госхозов при Совете Министров МНР, Институте агрономии Академии наук Кубы, Университете дружбы народов.
С августа 1972 года работал во ВНИИССОК ВАСХНИЛ; занимал должности заведующего лабораторией семеноведения, заместителя директора ВНИИССОК по научной работе, заведующего лабораторией семеноведения и интродукции.
Вел работы по селекции и интродукции растений в России, Монголии, на Кубе и в других странах.

## Общественная деятельность
Кононков — один из авторов первого сорта овощного амаранта «Валентина».
Руководитель (Президент) Общероссийской общественной организации «Общественная академия нетрадиционных и редких растений».
Член Научно-редакционного совета журнала «Теоретические и прикладные проблемы агропромышленного комплекса».

## Критика
Кандидат биологических наук, PhD Принстонского университета, заведующий сектором молекулярной эволюции ИППИ РАН Г. А. Базыкин резко критикует книгу Кононкова «Два мира — две идеологии. О положении в биологических и сельскохозяйственных науках в России в советский и постсоветский период» (2014), посвящённую реабилитации трудов Т. Д. Лысенко и критике советских генетиков: «Издание за счет налогоплательщиков лженаучного бреда, изжитого десятилетия назад, но могущего разрушительно действовать на неокрепшие умы, огорчает». По мнению Базыкина, стиль книги является совмещением стиля газеты «Правда» 1930—1940-х годов и некоторых новых выражений, например, выражения «национал-предатели и агенты глобалистских структур».
Генетик и академик РАН С. Г. Инге-Вечтомов в своей рецензии «Книга, после которой хочется вымыть руки» также резко критикует данную книгу: «Книга представляет собой гремучую смесь махровой пропаганды в духе периода Большого террора конца 1930-х гг. и безграмотности в нескольких областях знания».
Доктор философских наук, профессор, директор Санкт-Петербургского филиала Института истории естествознания и техники им. С. И. Вавилова РАН Э. И. Колчинский отмечает, что стилистически книга Кононкова «Два мира — две идеологии» соответствует периоду сталинских репрессий, а в целом книга является скорее политической, чем биологической, поэтому многочисленные «прямые подтасовки и искажения фактов» для целевой аудитории книги не имеют существенного значения. Колчинский указывает, что книга представляет собой коллективный труд, в котором также приняли участие В. Г. Смирнов и Н. В. Овчинников: «И этот труд посвящён тому, чтобы ещё раз провозгласить, что классические генетики все как один были ренегатами, неучами, очковтирателями, а самое страшное — демократами и атеистами!». В дальнейшем Колчинский отмечает, что «книга не выдерживает критики, как и остальные труды подобного рода, получившие название „фолькиш история“», также указывая в том числе на то, что для выполнения поставленной авторами задачи в одних случаях в книге присутствуют «вырванные из контекста цитаты или весьма вольные трактовки» некоторых документов и работ, другие же цитаты присутствуют «в искажённом виде и без ссылок на первоисточник». Колчинский подытоживает следующим образом: «рациональнее всего не тратить время на чтение, а тем более опровержение подобных сочинений, на обложке которых я бы лично порекомендовал печатать: „До прочтения сжечь“».
Член-корреспондент РАН, главный научный сотрудник Института общей генетики им. Н. И. Вавилова РАН, профессор И. А. Захаров-Гезехус указывает, что книга «Два мира — две идеологии» в числе других книг схожей направленности (Ю. И. Мухин) популяризирует воззрения Т. Д. Лысенко и порочит ряд известных генетиков, что является недопустимым. Захаров-Гезехус также выражает возмущение по поводу названия одного из очерков книги «Президент-резидент Келдыш» и отмечает, что «вся книга проникнута ненавистью к „демократической интеллигенции“».

## Награды
- Государственная премия Российской Федерации
- Премия Правительства Российской Федерации в области науки и техники
- Заслуженный деятель науки Российской Федерации
- Орден Почёта (Россия), 2011
- Медаль «50 лет Монгольской Народной Революции»
- Медаль «За вклад в развитие агропромышленного комплекса» I степени;
- Почётный деятель сельского хозяйства и пищевой промышленности Монголии, 2010
- Медаль «Целина-50», Монголия[10].

## Работы
- Кононков П. Ф., Бунин М., Кононкова С. Новые овощные растения. — М.: Россельхозиздат, 1985
- Кононков П. Ф. Мой жизненный путь. — М.: Луч, 2010
- Кононков П. Ф., Овчинников Н.В. Битва за хлеб. — М.: Луч, 2012
- Кононков П. Ф. Два мира — две идеологии. О положении в биологических и сельскохозяйственных науках в России в советский и постсоветский период. / Сост. Г. В. Смирнов. — М.: Луч, 2014